# Área de Relevante Interesse Ecológico Javari Buriti
A Área de Relevante Interesse Ecológico Javari Buriti está localizada no estado do Amazonas na região norte do Brasil. O bioma predominante é o da Floresta Amazônica.